# کورائو
کورائو شهری در شهرستان بورزانگا در استان بام در بورکینافاسوی شمالی است و جمعیت آن ۱۵۰۰ نفر است.